# Morfej
Morfej (grč. Μορφεύς, Morpheús) u grčkoj mitologiji bog je snova, sin boga Hipna, boga spavanja i njegove majke Nikte, božice noći, vođa bogova snova.

## Etimologija
Morfejovo grčko ime izvedeno je iz riječi μορφή, morphế = "oblik", stoga je on "koji mijenja oblike".

## Karakteristike
Morfej šalje slike ljudskih bića u snove i vizije, odgovoran je za oblikovanje snova ili oblikovanje bića koja nastanjuju snove. Javljao se ljudima u snu, gdje je mogao poprimiti oblik bilo kojeg čovjeka. Morfej ima vlastiti lik jedino kad se odmara. I Grci i Rimljani prikazivali su ga kao mladića s malim krilima na sljepoočicama, redovito u pratnji braće.

## Mitologija
Morfej, kao oblikovatelj snova, ima dva brata: Fobetora, koji stvara strašne snove i Fantasa, koji stvara irealne snove. Morfeju se još pripisuju i posebne odgovornosti vezane uz snove kraljeva i mitoloških junaka. Iako trojica braće zajedno vladaju carstvom snova, zbog vlastitih odgovornosti Morfej se smatra glavnim među njima.  Prema Ovidijevim Metamorfozama, Morfej je u snovima odgovoran za stvaranje ljudskih likova, dok su njegova braća Fobetor i Fantas odgovorna za pojavljivanje životinja i nepokretnih predmeta, odnosno neživog.
Bog koji je uspavao i samog Zeusa je vjerojatno Morfej, kako spominje Homer.

## Vanjske poveznice
- Morfej u klasičnoj literaturi i umjetnosti